# Noruega en los Juegos Paralímpicos de Pekín 2008
Noruega estuvo representada en los Juegos Paralímpicos de Pekín 2008 por un total de 24 deportistas, 14 hombres y 10 mujeres.

## Medallistas
El equipo paralímpico noruego obtuvo las siguientes medallas:
| Nombre                                                    | Deporte       | Evento                                      |
| --------------------------------------------------------- | ------------- | ------------------------------------------- |
| Oro                                                       |               |                                             |
| Cecilie Drabsch Norland                                   | Natación      | 50 m libre S8 femenino                      |
| Plata                                                     |               |                                             |
| Ann Cathrin Lübbe                                         | Hípica        | Doma individual grado IV mixto              |
| Ann Cathrin Lübbe                                         | Hípica        | Doma individual estilo libre grado IV mixto |
| Jens Dokkan                                               | Hípica        | Doma individual grado «Ib» mixto            |
| Bronce                                                    |               |                                             |
| Jens Dokkan Mariette Garborg Ann Cathrin Lübbe Sigrid Rui | Hípica        | Doma por equipos clase abierta mixto        |
| Mariann Marthinsen                                        | Natación      | 100 m espalda S8 femenino                   |
| Tommy Urhaug                                              | Tenis de mesa | Individual 4-5 masculino                    |